# Hamborn
Hamborn es un distrito de la ciudad de Duisburgo, en el estado de Renania del Norte-Westfalia (Alemania).
Hamborn posee una población de 71,528 habitantes y una superficie de  20.84 km². Desde enero de 1975, es uno de los siete distritos  (Stadtbezirk) de Duisburgo.

## Historia
La ciudad de Hamborn fue incorporada a Duisburgo en 1929. Hasta su fusión, Hamborn fue una ciudad independiente y por esa época una de las 40 ciudades más grandes de Alemania.
Las menciones más antiguas a Hamborn se remontan al año 962 como Havenburn, que significa Comedero de ganado. La tierra le fue conferida al  Arzobispo de Colonia, para construir un monasterio premonstratense en 1136 por el conde Gerhard von Hochstaden. La abadía y las comunidades agrícolas vecinas formaban parte del ducado de Cleves y en el año 1666 pasó a formar parte de Brandenburgo, Prusia.  Hasta comienzos del siglo XIX Hamborn aun era una villa pequeña.

## Clima
| Parámetros climáticos promedio de Duisburg | Parámetros climáticos promedio de Duisburg | Parámetros climáticos promedio de Duisburg | Parámetros climáticos promedio de Duisburg | Parámetros climáticos promedio de Duisburg | Parámetros climáticos promedio de Duisburg | Parámetros climáticos promedio de Duisburg | Parámetros climáticos promedio de Duisburg | Parámetros climáticos promedio de Duisburg | Parámetros climáticos promedio de Duisburg | Parámetros climáticos promedio de Duisburg | Parámetros climáticos promedio de Duisburg | Parámetros climáticos promedio de Duisburg | Parámetros climáticos promedio de Duisburg |
| Mes                                        | Ene.                                       | Feb.                                       | Mar.                                       | Abr.                                       | May.                                       | Jun.                                       | Jul.                                       | Ago.                                       | Sep.                                       | Oct.                                       | Nov.                                       | Dic.                                       | Anual                                      |
| ------------------------------------------ | ------------------------------------------ | ------------------------------------------ | ------------------------------------------ | ------------------------------------------ | ------------------------------------------ | ------------------------------------------ | ------------------------------------------ | ------------------------------------------ | ------------------------------------------ | ------------------------------------------ | ------------------------------------------ | ------------------------------------------ | ------------------------------------------ |
| Temp. máx. media (°C)                      | 4                                          | 5                                          | 8                                          | 12                                         | 17                                         | 20                                         | 22                                         | 22                                         | 18                                         | 14                                         | 8                                          | 5                                          | 12.9                                       |
| Temp. media (°C)                           | 2                                          | 3                                          | 5                                          | 8                                          | 13                                         | 16                                         | 17                                         | 17                                         | 14                                         | 11                                         | 6                                          | 3                                          | 9.6                                        |
| Temp. mín. media (°C)                      | 0                                          | 0                                          | 2                                          | 5                                          | 9                                          | 12                                         | 13                                         | 13                                         | 11                                         | 8                                          | 3                                          | 1                                          | 6.4                                        |
| Precipitación total (mm)                   | 81.3                                       | 55.9                                       | 76.2                                       | 68.6                                       | 73.7                                       | 96.5                                       | 88.9                                       | 76.2                                       | 73.7                                       | 71.1                                       | 83.8                                       | 88.9                                       | 934.8                                      |
| Fuente: weather.com                        |                                            |                                            |                                            |                                            |                                            |                                            |                                            |                                            |                                            |                                            |                                            |                                            |                                            |

## Puntos destacados
Entre los puntos destacados de Hamborn se encuentran:

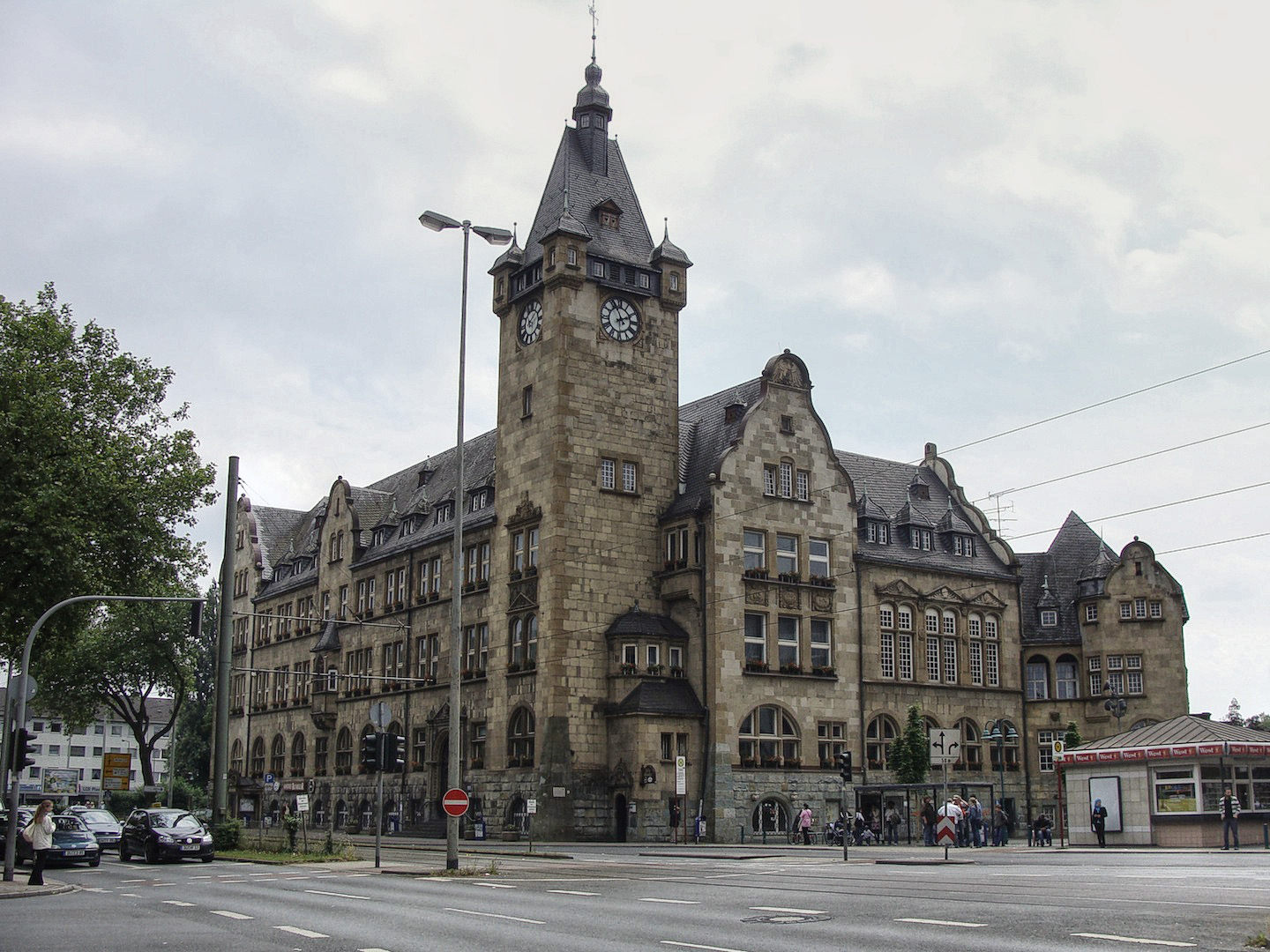
Sede municipal de Hamborn.

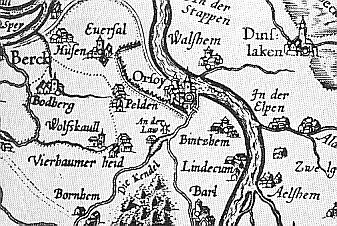
Zona de Hamborn hacia 1591

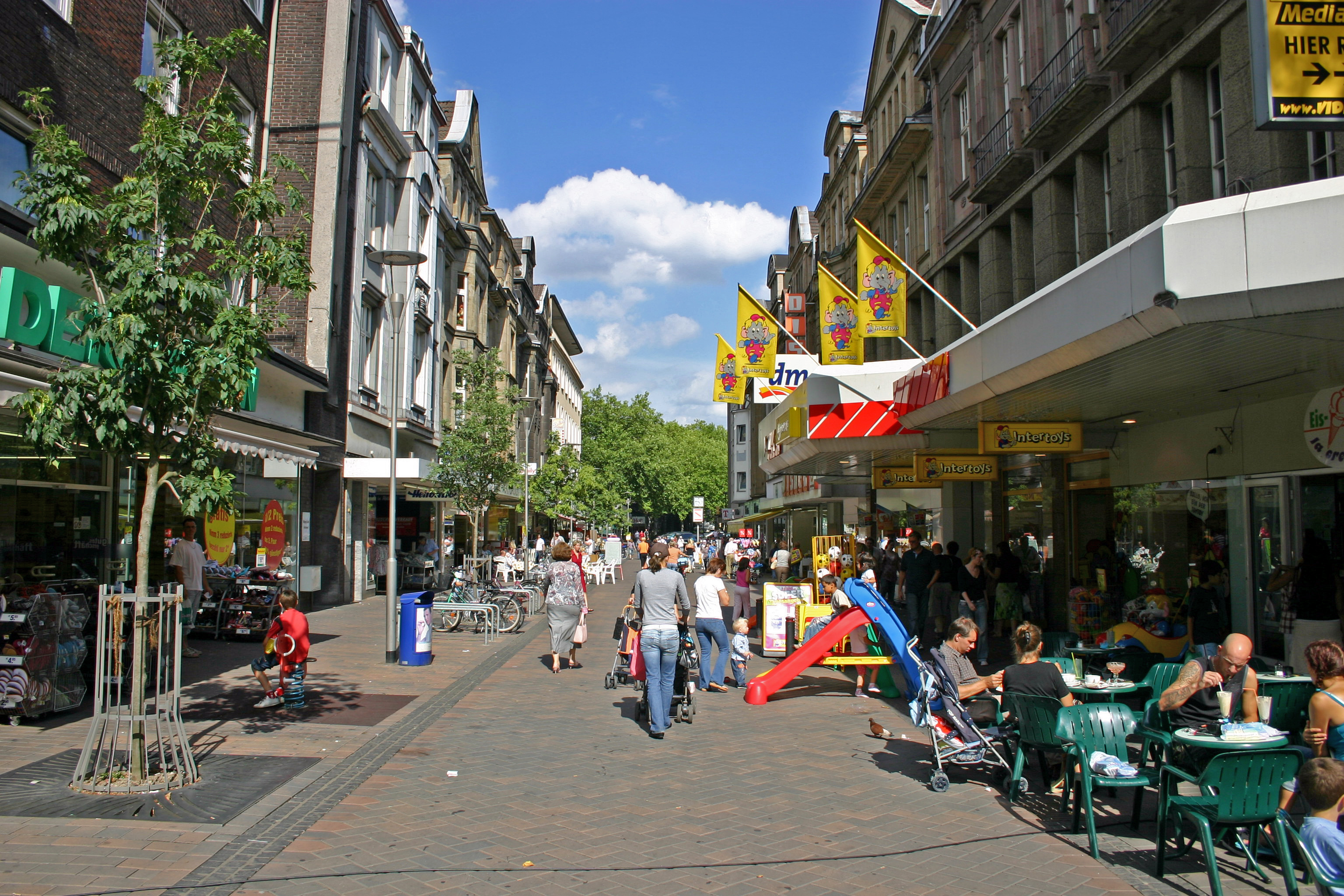
Calle Jaegerstraße

- Abadía de Hamborn (Abtei Hamborn), Hamborn, Duisburg: Premonstratensian Canons 1136-1802, 1959-actualidad
- Jardín botánico de Duisburg-Hamborn

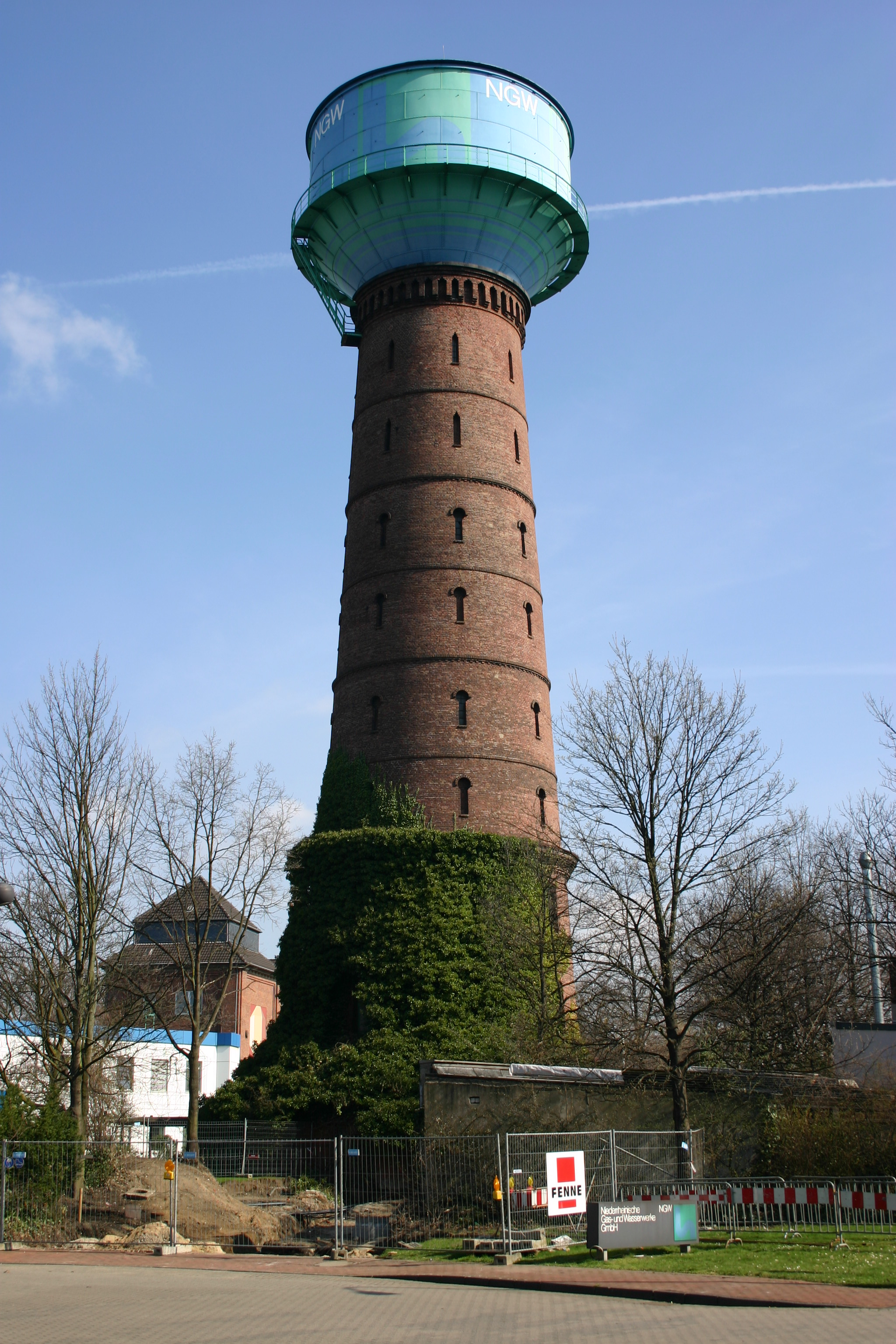
Torre de agua en la calle Alleestraße
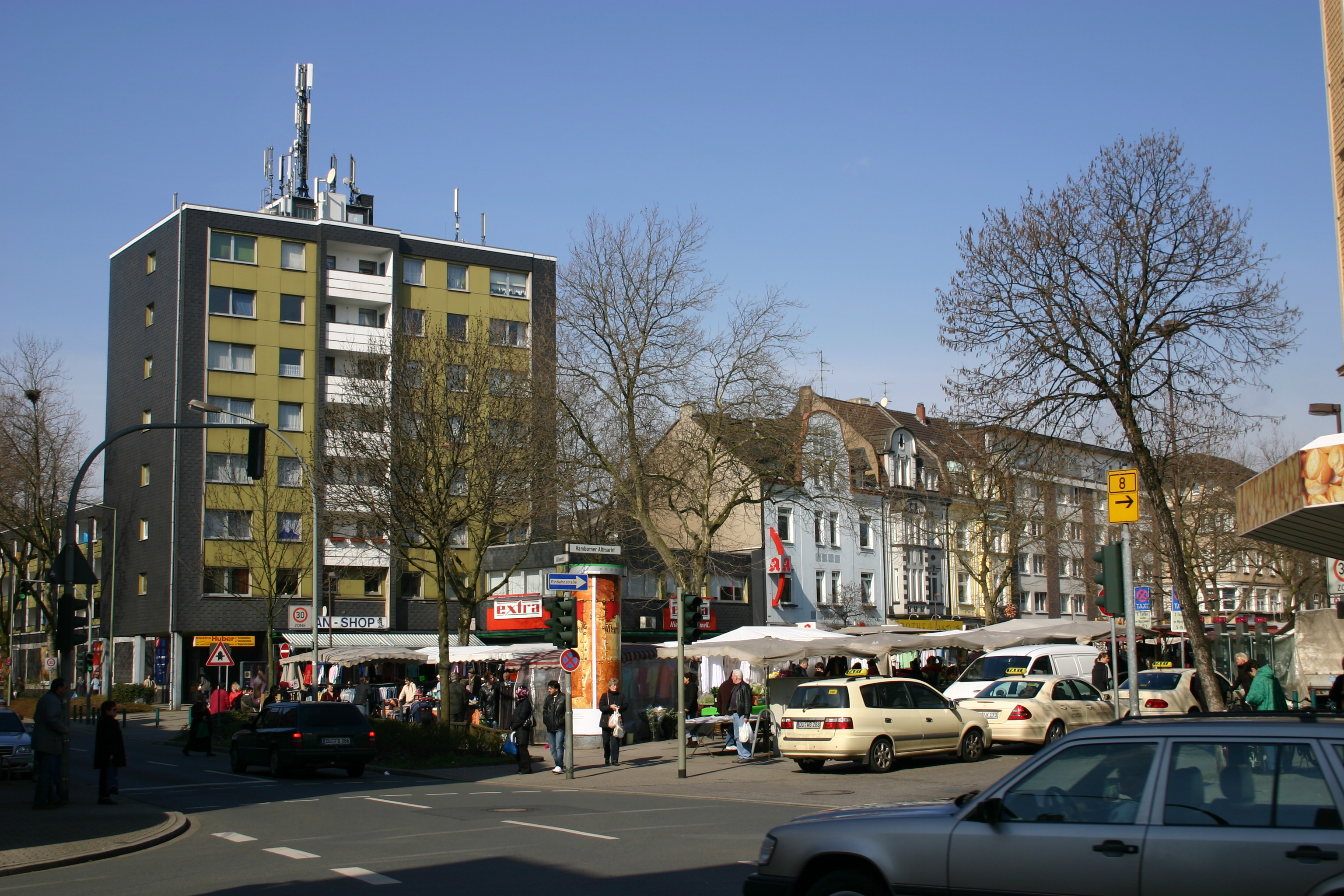
Mercado antiguo de Hamborn
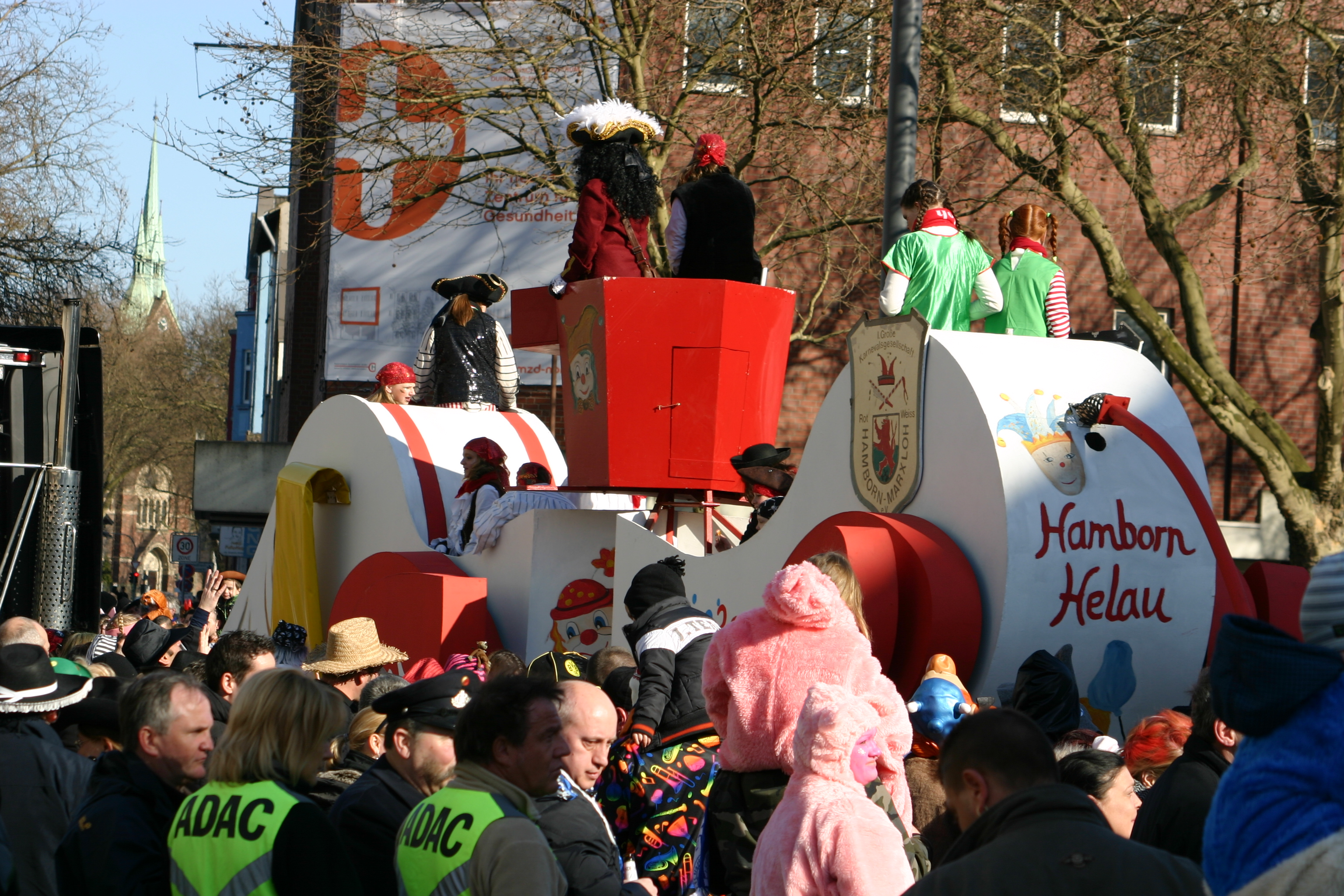
Parque para niños en Hamborn
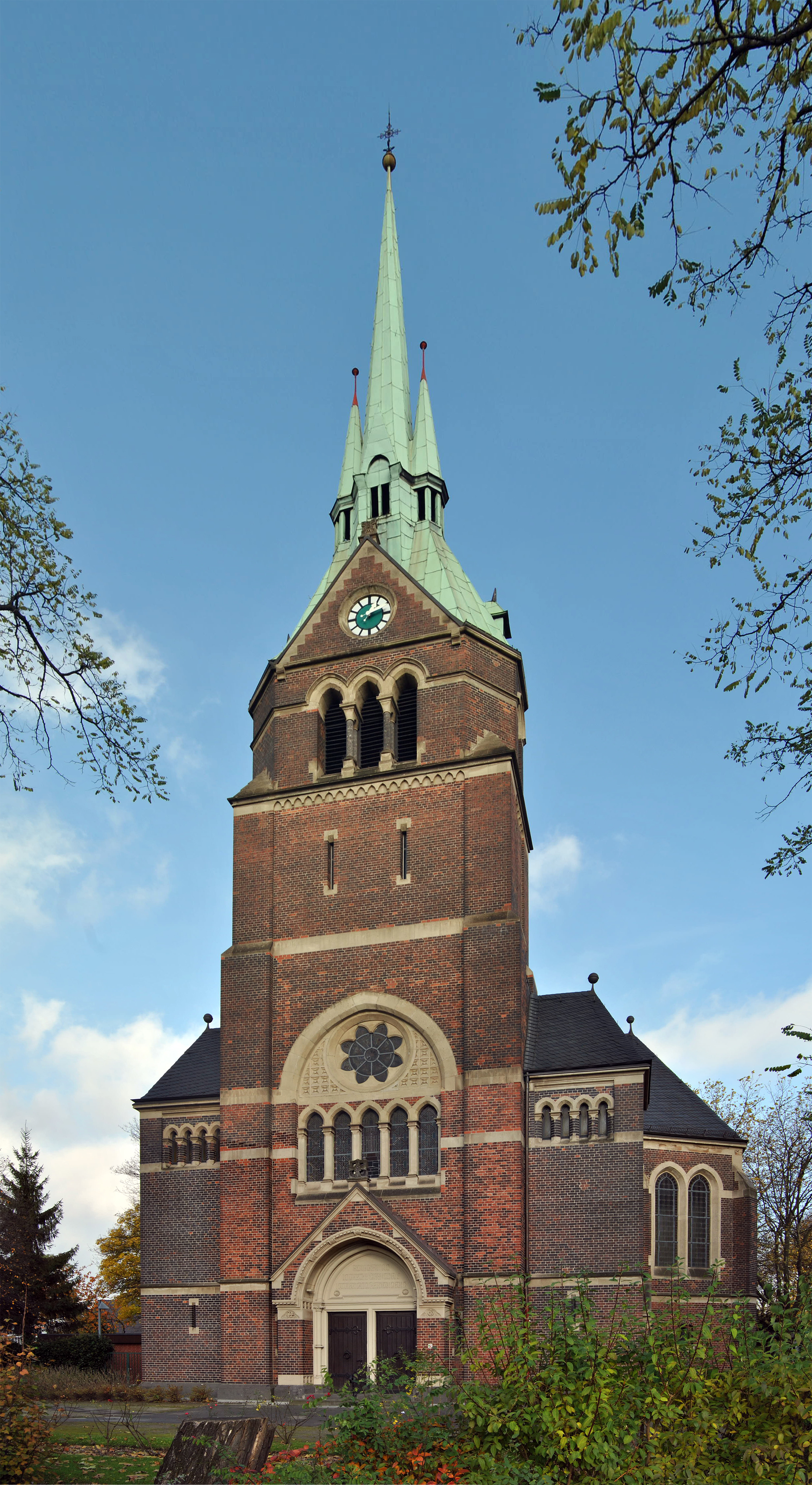
Iglesia de la Paz, calle Duisburger, (1897) por Karl Doflein.